# Zaporoški kozaci pišu podrugljivo pismo turskom sultanu
Zaporoški kozaci pišu podrugljivo pismo turskom sultanu (ruski: Запорожці пишуть листа турецькому султану) je jedna od najpoznatijih i najvažnijih slika rusko-ukrajinskog slikara Ilje Rjepina koju je slikao od 1880. do 1891., o čemu svjedoči zapis samog umjetnika na rubu platna. Slika prikazuje polulegendarni događaj negdje između 1672. i 1680. godine, kada su zaporošci iz utvrde Sič uspjeli pobijediti osmanskog sultana Mehmeda IV. Sadržaj sultanovog pisma je poznat, a odgovor kozaka je izgubljen pa kasnije rekonstruiran, što je u Rjepinu, nakon čitanja, potaklo zanimanje za čitav događaj. Sliku je kupio ruski car Aleksandar III. za 35.000 rubalja, što je tada bila najveća cijena plaćena za djelo ruskog umjetnika. 

## Povijest i odlike
Povijesna pozadina slike je događaj iz 17. stoljeća, kada su Zaporoški kozaci 1676. godine uspjeli obraniti svoju utvrdu, sultan Mehmed IV. im je poslao ultimatum:
Kozaci su odgovorili nizom uvredljivih i vulgarnih rima, parodirajući sultanove titule:
Tebi sultanu druže prokletog vraga, brate i druže samog glavom Lucifera! Kako si ti, dovraga, vitez, kada ne možeš s golim magarcom da se bodeš? Đavao sere, a tvoju vojsku jede. Nećeš uspjeti, kučkin sine, s kršćanskim narodom ispod sebe, naša vojska te se ne boji, zemljom i vodom ćemo se boriti, da ti jebem mater.
Babilonski kuhar, makedonski bacač, jeruzalemski pivar, aleksandrijski derač, Velikog i Malog Egipta svinjar, armenska svinja, podolska hinja, tatarski torbar, kamenečki krvnik, za cijeli gornji i donji svijet otkačen, a za Boga našega - budala, za sebe kobra, a za nas kukasti kurac. Svinjska figura, konjska guzica, mesarski pas, nekrštena tikva, da ti jebem mater.
Evo kako ti odgovaraju Zaporoški kozaci, ništarijo! Nisi dostojan da kršćanske svinje paseš!
Ova verzija je iz 18. stoljeća koju je Dmitri Ivanović Javornitskij (na slici prikazan kao pisar) pročitao Rjepinu jednom prilikom. U to vrijeme Kozaci su bili jako cijenjeni kao narod koji jako drži do slobode, ravnopravnosti i bratstva; kako ih je opisao Nikolaj Vasiljevič Gogolj. Zaporoški kozaci su simbol ukrajinske neovisnosti nezavidnog povijesnog razdoblja 18. st., te je kao rođenom ukrajincu Rjepinu ova tema bila osobito bliska. Ilja Rjepin je tada bio poznat po intimnijim portretima, ali i dramatičnim povijesnim događajima koji sa sobom donose snažan osjećaj svrhe. Njegova metoda rada je bila u potpunom kontrastu tada popularnom impresionizmu, jer se mukotrpno osvrće na svaki detalj (što se vidi i na ovoj slici) i pomno razlaže više skica prije samog slikanja. Djelo je realisitično, ali i pomno koristi nacionalne simbole i odlike karaktera naroda kako bi pokazao duh ruskog (ili ukrajinskog, a možda i čitavog slavenskog) naroda. 
Postoji i druga, kasnija, realističnija i slikarski lepršavija (na tragu impresionizma) verzija ove slike koja je izložena u Harkovskom muzeju umjetnosti. Vidjevši ovu sliku francuski pjesnik Guillaume Apollinaire je napisao rimovanu verziju „Odgovor zaporoških kozaka sultanu Konstantinopolja” ("Réponse des Cosaques Zaporogues au Sultan de Constantinople") kao dio svoje pjesme "La Chanson du mal-aimé" u zbirci pjesama „Alkohol” (1913.).